# Kraśnik (gromada)
Kraśnik (do 31 XII 1957 Warnino) – dawna gromada, czyli najmniejsza jednostka podziału terytorialnego Polskiej Rzeczypospolitej Ludowej w latach 1954–1972.
Gromady, z gromadzkimi radami narodowymi (GRN) jako organami władzy najniższego stopnia na wsi, funkcjonowały od reformy reorganizującej administrację wiejską przeprowadzonej jesienią 1954 do momentu ich zniesienia z dniem 1 stycznia 1973, tym samym wypierając organizację gminną w latach 1954–1972.
Gromadę Kraśnik z siedzibą GRN w Kraśniku (w obecnym brzmieniu Kraśnik Koszaliński) utworzono 1 stycznia 1958 w powiecie koszalińskim w woj. koszalińskim w związku z przeniesieniem siedziby GRN gromady Warnino z Warnina do Kraśnika i zmianą nazwy jednostki na gromada Kraśnik.
Gromadę zniesiono 31 grudnia 1959, a jej obszar włączono do gromady Biesiekierz w tymże powiecie.